# Kevin Kraus
Kevin Kraus (Wiesbaden, 12 agosto 1992) è un calciatore tedesco, difensore dell'Idar-Oberstein.

## Carriera

### Club
Prodotto delle giovanili dell'Eintracht Francoforte, nel 2011 fa il suo esordio in prima squadra, giocando una partita in Bundesliga. In seguito milita in varie squadre tra la seconda e la terza divisione tedesca.

### Nazionale
Nel 2011 ha giocato due partite con la nazionale tedesca Under-19.

## Statistiche

### Presenze e reti nei club
Statistiche aggiornate al 24 novembre 2021.
| Stagione                 | Squadra                  | Campionato               | Campionato | Campionato | Coppe nazionali | Coppe nazionali | Coppe nazionali | Coppe continentali | Coppe continentali | Coppe continentali | Altre coppe | Altre coppe | Altre coppe | Totale | Totale |
| Stagione                 | Squadra                  | Comp                     | Pres       | Reti       | Comp            | Pres            | Reti            | Comp               | Pres               | Reti               | Comp        | Pres        | Reti        | Pres   | Reti   |
| ------------------------ | ------------------------ | ------------------------ | ---------- | ---------- | --------------- | --------------- | --------------- | ------------------ | ------------------ | ------------------ | ----------- | ----------- | ----------- | ------ | ------ |
| 2010-2011                | Eintracht Francoforte II | RL                       | 24         | 1          |                 | -               | -               |                    | -                  | -                  |             | -           | -           | 24     | 1      |
| gen. 2011                | Eintracht Francoforte    | BL                       | 1          | 0          |                 | -               | -               |                    | -                  | -                  |             | -           | -           | 1      | 0      |
| 2011-2012                | Greuther Fürth           | 2L                       | 1          | 0          | CG              | 0               | 0               |                    | -                  | -                  |             | -           | -           | 1      | 0      |
| 2011-2012                | Greuther Fürth II        | RL                       | 14         | 2          |                 | -               | -               |                    | -                  | -                  |             | -           | -           | 14     | 2      |
| gen.-mag. 2013           | Heidenheim               | 3L                       | 17         | 5          |                 | -               | -               |                    | -                  | -                  |             | -           | -           | 17     | 5      |
| 2013-2014                | Greuther Fürth           | 2L                       | 8          | 1          | CG              | 1               | 0               |                    | -                  | -                  |             | -           | -           | 9      | 1      |
| 2013-2014                | Greuther Fürth II        | RL                       | 2          | 0          |                 | -               | -               |                    | -                  | -                  |             | -           | -           | 2      | 0      |
| Totale Greuther Fürth    | Totale Greuther Fürth    | Totale Greuther Fürth    | 9          | 1          |                 | 1               | 0               |                    | -                  | -                  |             | -           | -           | 10     | 1      |
| Totale Greuther Fürth II | Totale Greuther Fürth II | Totale Greuther Fürth II | 16         | 2          |                 | -               | -               |                    | -                  | -                  |             | -           | -           | 16     | 2      |
| 2014-2015                | Heidenheim               | 2L                       | 27         | 2          | CG              | 2               | 0               |                    | -                  | -                  |             | -           | -           | 29     | 2      |
| 2015-2016                | Heidenheim               | 2L                       | 32         | 1          | CG              | 3               | 0               |                    | -                  | -                  |             | -           | -           | 35     | 1      |
| 2016-2017                | Heidenheim               | 2L                       | 8          | 0          | CG              | 1               | 0               |                    | -                  | -                  |             | -           | -           | 9      | 0      |
| 2017-2018                | Heidenheim               | 2L                       | 21         | 2          | CG              | 1               | 0               |                    | -                  | -                  |             | -           | -           | 22     | 2      |
| Totale Heidenheim        | Totale Heidenheim        | Totale Heidenheim        | 88         | 5          |                 | 7               | 0               |                    | -                  | -                  |             | -           | -           | 95     | 5      |
| 2018-2019                | Kaiserslautern           | 3L                       | 36         | 1          | CG              | 1               | 0               |                    | -                  | -                  |             | -           | -           | 37     | 1      |
| 2019-2020                | Kaiserslautern           | 3L                       | 31         | 2          | CG              | 3               | 0               |                    | -                  | -                  |             | -           | -           | 34     | 2      |
| 2020-2021                | Kaiserslautern           | 3L                       | 29         | 2          | CG              | 1               | 1               |                    | -                  | -                  |             | -           | -           | 30     | 3      |
| 2021-2022                | Kaiserslautern           | 3L                       | 11         | 1          | CG              | 1               | 0               |                    | -                  | -                  |             | -           | -           | 12     | 1      |
| Totale Kaiserslautern    | Totale Kaiserslautern    | Totale Kaiserslautern    | 107        | 6          |                 | 6               | 1               |                    | -                  | -                  |             | -           | -           | 113    | 7      |
| Totale carriera          | Totale carriera          | Totale carriera          | 262        | 20         |                 | 14              | 1               |                    | -                  | -                  |             | -           | -           | 276    | 21     |

## Palmarès

### Club

#### Competizioni nazionali
- Campionato tedesco di seconda divisione: 1

Greuther Fürth: 2011-2012